# VIII. Kelemen pápa
VIII. Kelemen (Fano, 1536. február 24. – Róma, 1605. március 3.) néven lépett a római katolikus egyház trónjára a történelem 231. pápája 1592-től haláláig. Tizenhárom éves pontifikátusával az ellenreformáció három rövid fellépésű egyházfője után, végre politikailag megfontoltabb és hosszabb távon gondolkodó Apostoli Szentszék alakult ki. Noha nem volt mentes a nepotizmustól, és rajongott a fényűző pápai udvartartásért is, mégis a köztudatba mélyen vallásos és az egyházi reform szószóló pápájaként vonult be. Uralkodásának ideje alatt kezdtek átrendeződni Európa politikai és hatalmi erőviszonyai. A spanyol armada 1588-as veresége óta Spanyolország korábbi ereje hanyatlásnak indult, aminek első jelei éppen Kelemen trónra lépésével mutatkoztak meg. A kialakult hatalmi űrt gyengesége miatt Anglia még nem tölthette be, így a korábban még bizonytalan lábakon álló francia tróné lett az európai hegemónia. A pápának sikerült a katolikus vallásra térítenie Navarrai Henriket, akit a spanyol uralkodó nagy bosszúságára így elismert francia királynak. Ezzel Franciaországot a pápai állam egyik legfontosabb szövetségesévé tette. Uralma idején Ferrarát is az egyházi birtokokhoz csatolta, és nagy energiát fektetett az Oszmán Birodalom elleni küzdelmekbe Magyarországon. 1599. április 18-án ő bontotta fel Báthory Zsigmond erdélyi fejedelem és Habsburg Mária Krisztierna főhercegnő házasságát.

## Fanóból Rómába
1536. február 24-én született Fano városában, Ippolito Aldobrandini néven, s március 4-én a helyi székesegyházban keresztelték. A dátum azért is fontos, mert egyes források a későbbi VIII. Kelemen születési dátumát 1535-re teszik. A korabeli Itáliában azonban szinte elképzelhetetlen volt, hogy születése után legfeljebb egy hónapon belül ne kereszteljék meg a gyermeket, ezért valószínűbb az 1536-os dátum. Családja Firenzéből származott, a Mediciek űzték el őket a toszkán fővárosból. Apja, Silvestro Aldobrandini Fano kormányzója és megbecsült jogász, anyja pedig Lesa Deti volt. A tehetős nemesi család igyekezett megadni gyermekének a legkiválóbb neveltetést. Először apja mellett tanult, akinek hatására később a Padovai, Perugiai és Bolognai Egyetem jogi karán tanult tovább. Kiváló eredményei és tanítómesterei által is elismert tehetsége miatt a pápai kúria is hamar felfigyelt az ifjú Aldobrandinire.
Családi kapcsolatának is köszönhetően a Rotánál kapott állást mint szentszéki jogász és gyakornok. Ezek után több évig dolgozott a Datáriánál is. Ezekben az években ismerkedett meg Néri Szent Fülöppel, aki több mint harminc éven át a gyóntatója volt. A később szentté avatott Fülöp Ippolito életére az egyik legmélyebb benyomást keltő egyéniség volt, akire a későbbi egyházfő igazi tanítómestereként tekintett. Sokak szerint a két személyiség olyan közel került egymáshoz, hogy Ippolito megválasztásakor, szinte maga Fülöp lépett a pápai trónra. 1585-ben presbiterbíborossá szentelték fel a San Pancrazio-templom címén, és megtették a Penitenciária vezetőjének. 1588-ban V. Szixtusz pápai követként Lengyelországba küldte, hogy elsimítsa a trónöröklés körüli viszályokat. Látogatása igazi diplomáciai siker volt, és a lengyel trónért folyó harcokban fogságba esett Miksa főherceg kiszabadításáért elnyerte a Habsburgok barátságát is. Minthogy Ippolito bíboros nem politizált, egyik uralkodó befolyása alá sem került, igaz így sosem vált a pápa bizalmasává sem. Politikai függetlensége azonban legalább ekkora erénynek mutatkozott a IX. Ince pápa halála utáni konklávén.

## Franciabarát pontifikátus

### Konklávé II. Fülöp nélkül
IX. Ince halála után a bíborosok kollégiuma 1592. január 10-én ült össze. A kardinálisok előtt húsz napos, komoly vitákkal teli pápaválasztás állt, amelynek legfőbb kérdése az volt, hogy vajon megtarthatja-e II. Fülöp és vele együtt Spanyolország a vezető szerepet az egyházfő megválasztásában és ezzel együtt a Szentszék irányításában. A spanyol világi hatalom jelentősen gyengült az utóbbi években, ezért a bíborosok egy kisebb itáliai csoportja nyíltan hadat üzent a spanyol pártnak. Mivel a spanyol bíborosok megosztottak voltak, az itáliaiaknak pedig sikerült saját pártjukra állítani más nemzetek kardinálisait, január 30-án az összegyűlt 54 bíboros Ippolito Aldobrandinit választotta meg egyházfőnek. Ippolito felvette a VIII. Kelemen nevet, ugyanis a Kelemen névhez akkor nem kapcsolódott semmilyen politikai elkötelezettség. Február 2-án a szent kollégium dékánja Róma püspökévé szentelte fel, s a tiarát február 9-én Francesco Sforza di Santa Fiora bíboros tette a fejére.

### Az egyház alázatos szolgája
Kelemen tökéletesen illett a reformokat meghirdető pápaság eszményképébe. Erkölcsös, feddhetetlen életet élt, igazi példaként állhatott a hithű katolikusok előtt. Mindezzel együtt érdekes, néhol ellentmondásos személyiség került az egyház élére. Pontifikátusának első felvonása az egyház nagy eszméinek megerősítésében, a példamutatásban és a jótékonykodásban állt. Személyesen végiglátogatta Róma összes kórházát, iskoláját és templomát. Mindenhol alamizsnát adott a szegényeknek, és a legfontosabb egyházi intézményekben személyesen járt utána a visszaéléseknek és törvénytelenségeknek, amelyeket csírájában elfojtott. Az 1592. augusztus 12-ei Pro commissa nobis kezdetű bullájával felállította a Jó Kormányzat Kongregációját, amely a hivatali visszaélések megszüntetésére és az adminisztráció felügyeletére alakult meg. Nem is csoda hát, hogy alig néhány hónappal megválasztása után a római nép szinte fanatikusan szerette Kelement. Két iskolát is alapított Rómában, az egyik, a Collegio Clementino elsősorban a gazdag családok gyermekeinek nyitotta meg a kapuit, míg a másik, a Collegio Scozzese a skót fiatalok számára alakult meg. Kelemen úgy gondolta, hogy ez utóbbi hasznos lehet az anglikán egyház térnyerésének visszaszorítására. 

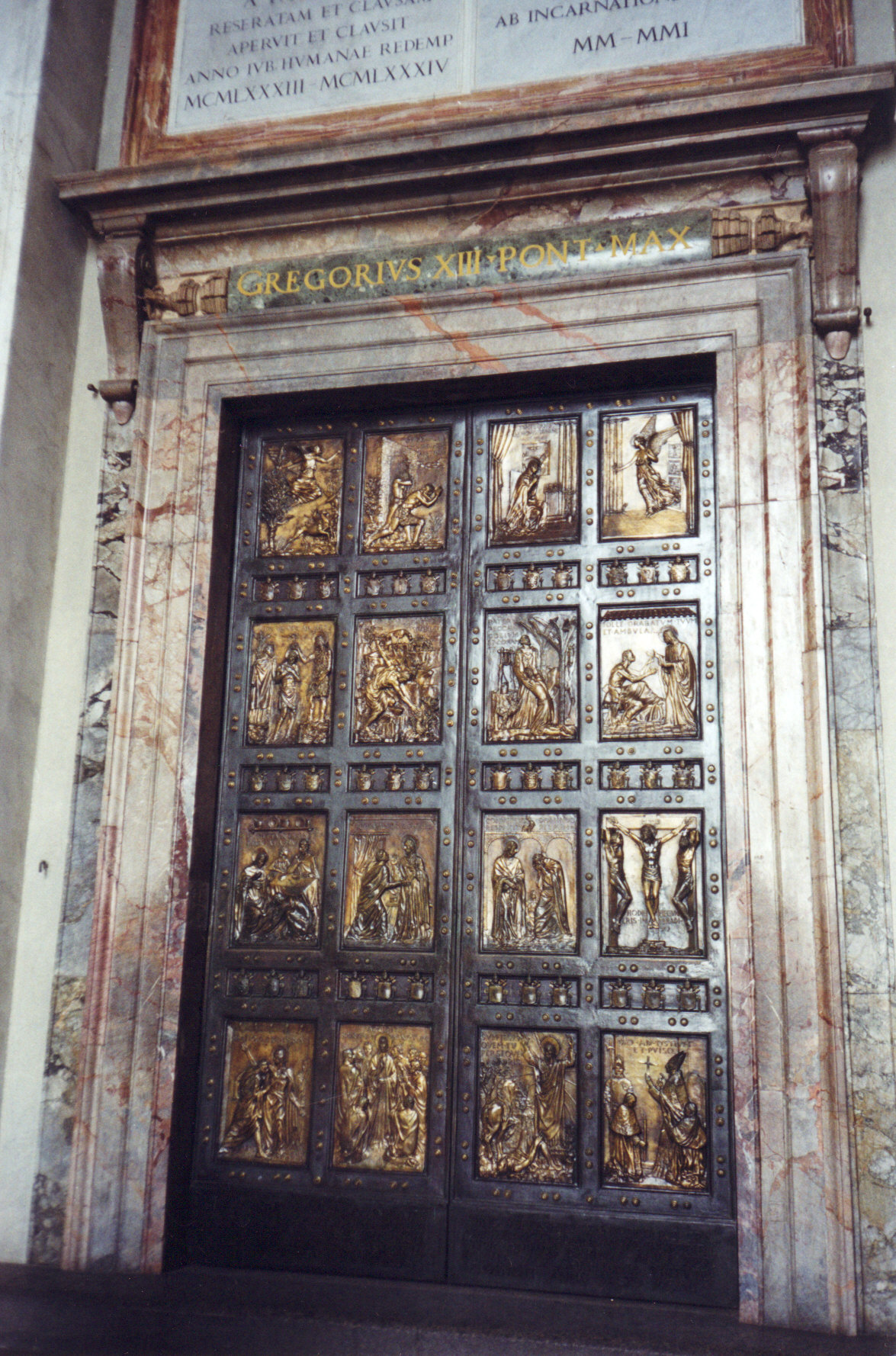
A Szent Péter-bazilika Szent Kapuja, amelynek megnyitása jelképezi a Szentév kezdetét

Az egyházi törvénygyűjtemény, a Bullarium Romanum több olyan rendelkezést is tartalmaz, amelyet VIII. Kelemen készíttetett. Ezek legnagyobb része a pápai és egyházi tulajdonok elidegeníthetetlenségét taglalják. 1594-ben a pápai ítélőszék elé került a jezsuiták és a domonkosok régóta húzódó vitája a kegyelemről és a szabad akaratról. A Luis de Molina által megírt De concordia című mű nyomán kirobbant vitában a pápa végül úgy döntött, hogy nem foglal állást, hiszen mindkét szerzetesrend komoly politikai erőt képviselt az egyházon belül, és Kelemen nem akart egyikkel sem szembefordulni. A polémia eldöntésére mindenesetre életre hívta a Congregatio de auxiliis gratia ülését, amely kilenc éven keresztül vitázott a kérdésben. Kelemen 1598-ban elrendelte a Vulgata újraszerkesztését és újrakiadását. A Szentírást korábban V. Szixtusz eléggé szabadszelleműen írta át, rengeteg hibával, így Kelemen ezt visszavonta, és kiadta a javított változatot. Mind a mai napig ez van érvényben, éppen ezért gyakran nevezik ezt a kiadást Vulgata Clementinának. A Vulgata mellett újra kiadta a Missalét, annak ceremoniális és egyházfői változatát is, a Breviáriumot, és megújította az Index Librorum prohibitorumot, azaz a tiltott könyvek listáját.
Pontifikátusának legkarakteresebb mozzanata minden kétséget kizáróan az 1600-ban megrendezett tizenkettedik Szentév volt, amelyet 1599. május 19-én az Annus Domini placabilis bullában hirdetett meg. Kelemen nem bízta a véletlenre a sikert, még két bullában hirdette meg a nagy alkalmat, meghívta az összes püspököt és megkezdődtek a zarándoklat előkészületei. December 31-én nyíltak meg Róma négy patriarchális bazilikájában a Szent Kapuk, ami a Szentév kezdetét jelképezte. Az ünnepséget Róma minden harangja egyszerre zúgva köszöntötte, amit fokozott az Angyalvár ágyúinak döreje. A pápa minden eladót, vendéglőst és árust figyelmeztetett arra, hogy az árak megemelését súlyosan büntetni fogja. A pápai rendőrség és katonaság keményen fellépett minden rablás esetén, és tilos volt olyan ünnepélyeket tartani, amelyek nem feleltek meg a katolikus erkölcsöknek. Kelemen külön házat építtetett fel a városba érkező püspökök és szerényebb jövedelmű klerikusok számára. Érdekes, hogy ez utóbbi céljából a város zsidó közössége 500 szalmazsákot és takarót ajánlott fel a pápának. A zarándoklat méretei elképesztőek voltak. Az akkoriban százezer lakost számláló Rómába közel hárommillióan érkeztek. Csak húsvétra a város lakosságának duplája érkezett az örök városba. Minden zarándok bűnbocsánatot nyerhetett feltéve, ha a Szentév idején legalább tizenötször látogatott el Róma bazilikáiba. Ez a szám rómaiak esetében harminc volt.
Kelemen igazán kitett magáért, és valóban a reformokat átélt egyház vezetőjeként jelent meg a zarándokok között. Gyakran megesett, hogy asztallal kínálta a zarándokokat, személyesen gyóntatta a népet vagy hogy térden állva ment fel a Santa Scalán. Rengeteg szegénynek és elesettnek adott alamizsnát, és minden egyes nap tizenkét szegény társaságában evett. Hatvanszor látogatta meg a bazilikákat és gyakran személyesen ellenőrizte a fontosabb zarándok-célpontok megfelelő működését. A hatalmas zarándoklatot végül 1601. január 13-án zárta le.

### Külpolitikai sikerek
Kelement a pápai udvarnál többen is bírálták, amiért figyelmét trónra lépése után elsősorban a római nép megnyerésére, és a reformok folytatásának bebiztosítására fordította. A bírálók úgy vélték, sokkal fontosabb lenne, ha a pápa teljes politikai súlyával szerepet vállalna a közel harminc éve húzódó francia vallásháborúkban. A háború a törvényes francia trónörökös, Henrik és a Katolikus Liga között zajlott, amelynek kulcsfigurája volt II. Fülöp, spanyol uralkodó is. A trón elfoglalását mindössze az gátolta meg, hogy Henrik kálvinista volt, amit V. Szixtusz pápa korábban eretneknek minősített, és ezért tiltakozott Henrik trónra lépése ellen. 

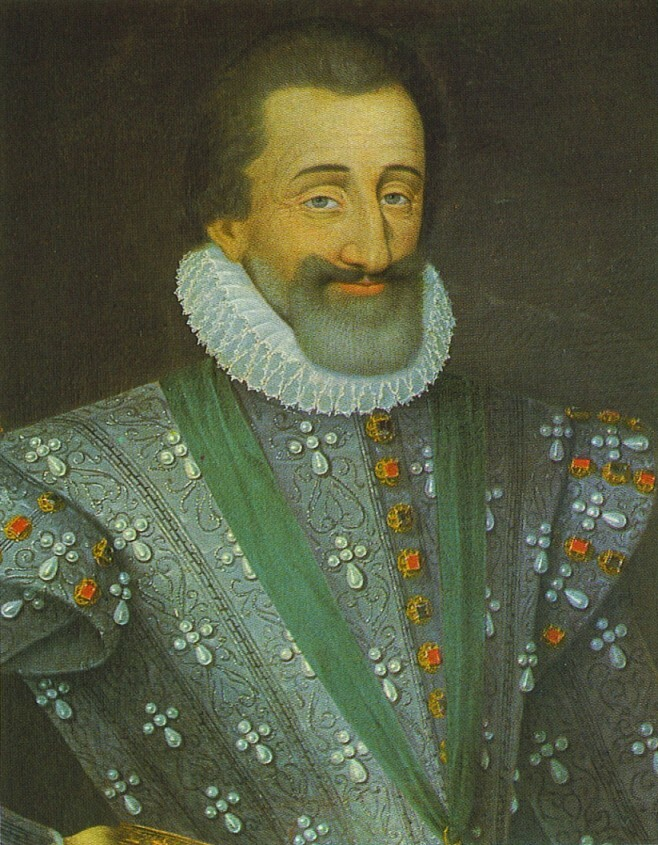
IV. Henrik francia király portréja

Úgy tűnt, hogy a később kiátkozott trónörökös erősebb a ligánál, és háborút háború után nyert. Kelemen trónra lépésekor a liga tulajdonképpen minden erejét elveszítette, és a pápa a Velencei Köztársaság követei és Arnaud d'Ossat bíboros közvetítésével igyekezett rávenni Henriket a katolikus hit felvételére. A háborút Henrik ugyan megnyerte, de pontosan tudta, hogy protestánsként nem állhat Franciaország élére, hiszen az a francia főuraknak és a legtöbb szomszédos királyságnak sem tetszene. Éppen ezért engedett Kelemen kérésének, és 1593. július 25-én áttért a katolikus hitre. A pápa ekkor nehéz döntés elé került, ugyanis Henriket így el lehetett ismerni Franciaország királyának, de ez esetben II. Fülöpöt magára haragítja, és ráadásul Henrik adott szavában sem bízhatott, hiszen egyszer már felvette a katolikus hitet, és az sem tartott pár hétnél tovább. Több megbeszélés után Kelemen 1595-ben hivatalosan is elismerte Henriket francia királynak. II. Fülöp tiltakozott az egyházfő döntése ellen, de ezen kívül mást nem nagyon tehetett az ügy érdekében. Ezzel Kelemen hű szövetségest szerzett magának IV. Henrik személyében. 1598. április 30-án Henrik kiadta a nantes-i ediktumot, amelyben az ország államvallásának a katolicizmust tette meg, és néhány nappal ezután Kelemen közbenjárására végre megszületett a vervins-i béke II. Fülöp és IV. Henrik között.
A pápai állam tehát IV. Henrik személyében erős védelmezőt kapott, és Kelemennek nagy hasznára is volt a jó kapcsolat, amikor 1597. október 27-én örökös nélkül meghalt Ferrara hercege, II. Alfonz d'Este. Az uralkodó nélkül maradt északi területet Kelemen újra az Egyházi Államhoz akarta csatolni, amelynek persze több ellenzője is akadt. A család, Spanyolország és a Német-római Birodalom is igyekezett Alfonz törvénytelen unokaöccsét, Cesare d'Estét a pápa ellen hangolni, de miután Henrik egyértelművé tette, hogy Kelement támogatja, egyik uralkodó sem küldött sereget Ferrarába. Így a pápai seregek szinte ellenállás nélkül a pápai államhoz csatolták Ferrarát és környékét.
Komoly pénzügyi és politikai segítséget adott a tizenöt éves háború kitörésekor Magyarországnak a törökök elleni harcban. Többször is fogadott magyar és erdélyi küldöttségeket, akik tájékoztatták a háború kimeneteléről. Kelemen a pápai seregeket is többször Magyarországra küldte a török ellen. Támogatta Báthory Zsigmond, erdélyi fejedelem törökellenes politikáját is. 
Kelemen uralkodása alatt tartották meg 1595-ben a breszti zsinatot, amelyen a rutén püspökök elfogadták Róma fennhatóságát. A zsinaton a kijevi metropolita elnökölt. A breszti unió 1596-ban hivatalosan is létrejött, és ezzel Litvánia is Rómához csatlakozott.
Kelemen diplomáciai kísérletei persze nem mindenhol jártak eredménnyel. Csak félsikert hozott Rómának például a Gábor, alexandriai pátriárkával folytatott tárgyalás is. Gábor elfogadta Kelemen primátusát, de halála után a római befolyás szertefoszlott. A pápa által Angliába küldött szerzetesek és az anglikán szakadást megtárgyaló küldöttség is kudarcot vallott.

### Kelemen pontifikátusának árnyoldalai
A pápával tehát mindenki nagyon meg volt elégedve. Az egyházi reformok, a fegyelem, a kúria irányítása sikeres volt, a köznép meg volt róla győződve, hogy Kelemen egy igazi szent, a külpolitika pedig nagy vonalakban sikeresen alakult az egyházfő számára. Mégis a több mint tizenhárom éves uralkodás néhol sötét foltokban hagy kétségeket Kelemen makulátlan természetén. A legtöbbeknek szembeötlő ellentét a szegényeket pártoló egyházfővel szemben a fényűző udvartartás és a nepotizmus volt, de akadt ettől borúsabb rendelete is.
Az emberszerető Kelemen első megdöbbentő döntése trónra lépése után nem sokkal megtörtént. 1592. február 28-án kiadta a Cum saepe accidere kezdetű bullát, amely konkrétan kimondta, hogy zsidóknak nem volt szabad a pápai állam területén új árukkal kereskedniük. Ez vezetett odáig, hogy a zsidók váltak a használt cikkek forgalmazóivá. Majdnem egy évvel az első zsidóellenes törvény kiadása után, 1593. február 25-én megjelent a Caeca et obdurata című pápai bulla, amely tulajdonképpen visszaállította a III. Pál pápa által hozott kemény rendeleteket, amelyeket V. Sixtus törölt el nem is olyan régen. Eszerint a zsidóknak újra gettókban kellett lakniuk, amelyeket Rómában, Anconában és Avignonban hoztak létre. A zsidók nem voltak egész nap ide bezárva, de estére mindig vissza kellett térniük a gettóba adott időre. Aki ezeket a szabályokat nem tartotta be, azt száműzték a pápai államból. Kelemen elérte tehát, hogy a vidéki zsidóság valamelyik nagyvárosba költözzön. Néhány nappal a gettók visszaállítása után, február 28-án Kelemen a Cum Haebraeorum malitia bullában megtiltotta a Talmud olvasását is.

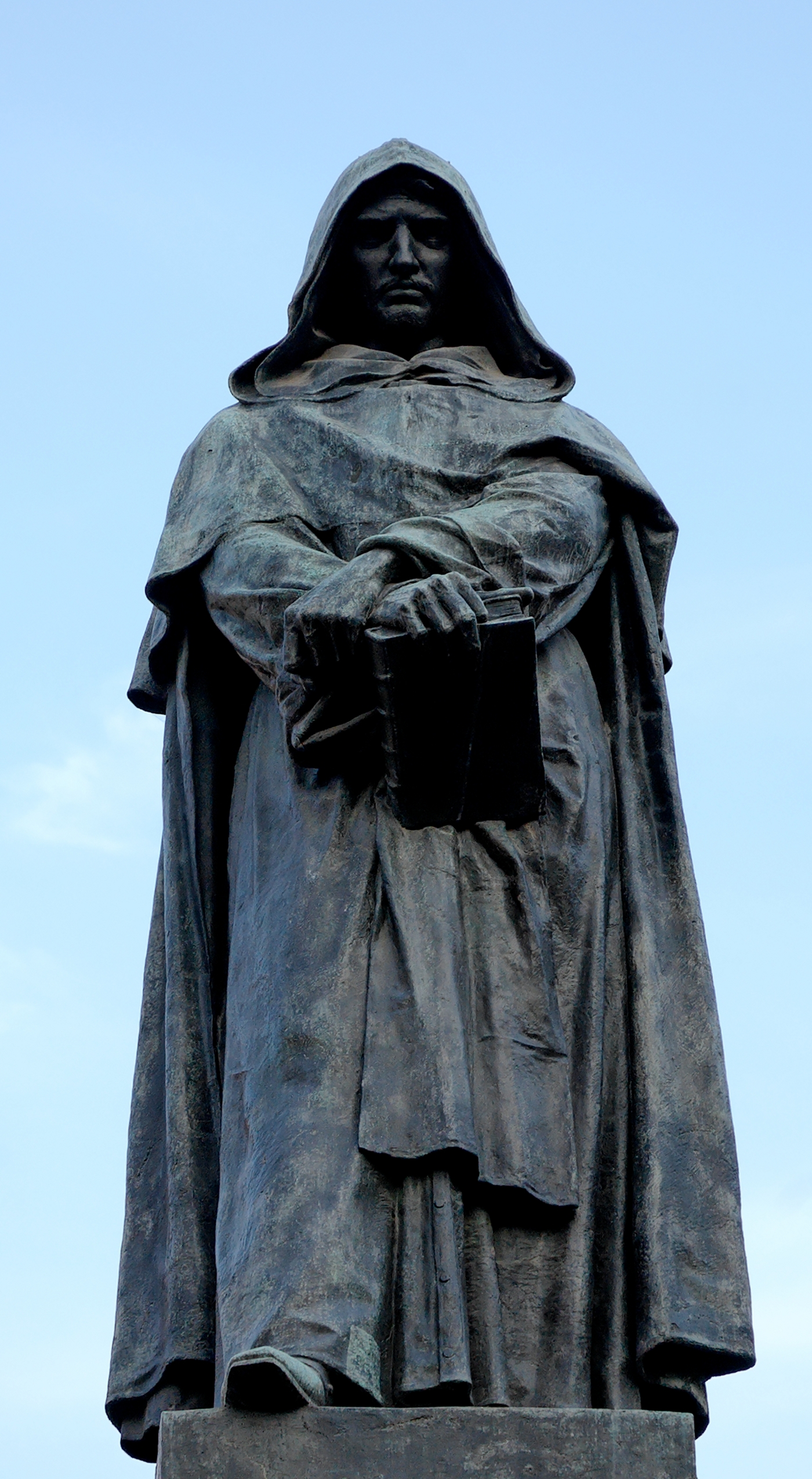
Giordano Bruno szobra kivégzésének színhelyén, a Campo de’ Fiorin

Kelemen a sok esetben megrázó erejű rendeleteket az inkvizíció fejlesztésével és bátorításával tudta a gyakorlatban is alkalmazni. Persze a domonkosok keze alatt működő Szent Offícium nemcsak a zsidó kérdést tartotta szem előtt. Alapvetően a katolikus hit védelmezője volt, és tagjai kegyetlenül lecsaptak mindenkire, aki eretnekség gyanúja alatt állt. Így került az éber inkvizíció látókörébe 1592-ben Velencében Giordano Bruno, korának legkiválóbb filozófusa, csillagásza, kémikusa és gondolkodója. A következő évben már az örök város egyik börtönében volt. Az inkvizíció istenkáromlással, eretnekséggel és erkölcstelenséggel vádolta meg. A hét éven keresztül tartó hosszas per mindössze részleteiben maradt fenn, de annyi bizonyos, hogy Bruno nem egészen az egyház elképzelései szerint végzett tudományos kutatásokat. Többek között nem igazán hitte el Szűz Mária szeplőtelen fogantatásának dogmáját, de alapvetően a tudomány új jelenségeit az egyház dogmáival akarta magyarázni. Persze néhol kisiklott ebből a mederből, és ez az inkvizítoroknak egyáltalán nem tetszett. Sokáig húzódott a per, a bírák azt követelték Brunótól, hogy vonja vissza minden állítását. De a raboskodó tudós inkább Kelemenhez fordult ügyével, hátha sikerül bebizonyítania előtte, hogy állításainak egy része feltétlen igaz. A pápa azonban szintén eretneknek bélyegezte Bruno minden írását, és máglya általi halálra ítélte az alig ötvenéves tudóst. A kivégzést a Szentév megnyitása után hajtották végre 1600. február 17-én a Campo de’ Fiori piacterén.
VIII. Kelemen uralkodása alatt sor került egy másik híres-neves perre, amely Beatrice Cenci ellen indult el, és a későbbiekben az igazságtalan igazság jelzővel illették. Beatrice története rengeteg novella, regény vagy éppen film alapját képezte. Stendhaltól kezdve Percy Bysshe Shelley-n keresztül egészen id. Alexandre Dumas-ig több oldal is őrzi mind a mai napig Beatrice tragédiáját. A Cenci család régi, római nemes família volt. Beatrice Francesco Cenci leánya volt, akiről egész Róma tudta, hogy kegyetlen, szívtelen alak volt. A római bíróság többször is elítélte erőszakos cselekedeteiért, de nemesi származása miatt mindig enyhített büntetést kapott. Egyszer, amikor újra visszanyerte szabadságát, több lányát is megerőszakolta. Beatrice próbált szólni a hatóságoknak, de Francesco befolyásos köre miatt a panaszt elengedték Róma hivatalos fülei. 1598-ban Francesco újra abba a kastélyba érkezett, ahol Beatrice is lakott. Ekkor az úr két hűbérese, akik közül az egyik Beatrice szerelme volt, megpróbálta megölni a kegyetlen apát. Miután ez nem sikerült, az eltökélt leány másnap este mostohaanyjával és nővérével együtt éjszaka beosontak apjuk szobájába, és egy kalapáccsal agyonverték Francescót. Ezután a holttestet kilökték az erkélyről, baleset látszatát keltve. Ezt persze senki sem hitte el, és Kelemen sem kegyelmezett Beatrice szenvedései miatt. 1599. szeptember 11-én az Angyalvár előtt lefejezték a szerencsétlen lányt.

### Az utolsó évek pontifikátusa

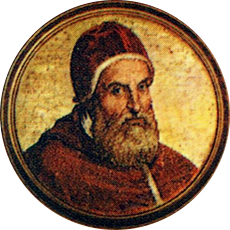
VIII. Kelemen pápa

Amint az idő lassan áthaladt a 17. századba, VIII. Kelemen egyre közelebb került hetvenedik életévéhez. Már a Szentév idején is köszvény gyötörte, és ez hamarosan annyira elhatalmasodott lábain és karján, hogy életének és pontifikátusának utolsó éveit ágyhoz kötve kellett elviselnie. Életrajzírói ettől függetlenül Kelement tetterős és energetikus egyházfőnek írták le. A pápa semmit nem mulasztott el egyházfői teendői közül, és több éven át kiválóan irányította az egyházat betegágyából. Ekkoriban fejeződtek be korábban megrendelt építkezései vagy átalakításai is. Ő alakíttatta kia Vatikánban a Sala del Concistorót, a Sala Clementinát, és ekkor épült fel Frascatiban a Villa Aldobrandini lenyűgöző épülete. Kelemen hosszú uralkodása alatt fejezték be a Szent Péter-bazilika kupoláját, és Róma minden obeliszkjét igyekezett keresztény műemlékké alakítani.
A hosszú harcban végül mégis a köszvény győzött, és a hosszas uralkodást maga mögött hagyó Kelemen 1605. március 5-én, hajnali öt órakor meghalt. Testét a Szent Péter-bazilika altemplomában helyezték el, de 1646-ban földi maradványait átszállították a Santa Maria Maggiore-bazilikába, ahol a Cappella Paolinában helyezték örök nyugalomra.
Kelemen néhol saját értékeivel ellentmondásba keveredve, mégis alapvetően a reformok útján és helyesen kormányozta az egyház ügyeit. A rómaiak minden jósága mellett más miatt is szívesen emlékeznek vissza Kelemenre. Egy legenda szerint VIII. Kelemennek köszönhető, hogy a kávé gyorsabban és széles körben terjedni kezdett egész Európában. Az egyház korábban ugyanis a Sátán italának bélyegezte a feketét, főleg azért, mert az a Közel-Kelet muzulmánjai között volt rendkívül elterjedt és kedvelt. A pápa viszont szerette a kávét, éppen ezért állítólag a következőket mondta róla: „Ez az ördög itala annyira jó… hogy inkább csőbe kellene húznunk és meg kellene őt keresztelnünk.”

## Művei
- Documenta Catholica Omnia (latin nyelven). Cooperatorum Veritatis Societas. (Hozzáférés: 2011. december 6.)